# Harwinton
Harwinton – miasto w Stanach Zjednoczonych, w stanie Connecticut, w hrabstwie Litchfield.